# 포체프스트롬
포체프스트롬(Potchefstroom)은 남아프리카 공화국 노스웨스트주의 도시로, 인구는 149230명(2011년 기준)이며 요하네스버그에서 서쪽과 남서쪽으로 120km 정도 떨어진 곳에 위치한다. 1838년 그레이트트렉에 맞춰 이주한 보어인들이 건설했으며 도시 이름은 포르트레커르의 지도자였던 안드리스 포트히터르(Potgieter)와 지도자를 뜻하는 단어인 체프(Chef), 흐른다를 뜻하는 단어인 스트롬(stroom)을 조합하여 붙여진 이름이다. Tlokwe Local Municipality의 일원으로 해당지자체는 인구 162,762명에 면적 2674km2이다.